# Alexandra Pavlovna
Alexandra Pavlovna Romanova, född 9 augusti 1783 i Sankt Petersburg, död 16 mars 1801 i Wien, var en rysk prinsessa (storfurstinna), dotter till tsar Paul I av Ryssland och Maria Fjodorovna och syster till tsar Alexander I av Ryssland och tsar Nikolaj I av Ryssland.

## Biografi
Alexandra är känd i Sveriges historia genom att hon var tilltänkt som svensk drottning. År 1796 bestämdes det att kung Gustav IV Adolf och Alexandra skulle giftas bort med varandra för att befästa en allians mellan Sverige och Ryssland. Gustav kom till Sankt Petersburg där förlovningsfesten skulle hållas, men då han fick veta att Alexandra skulle behålla sin ortodoxa tro, bröt han förlovningen och reste hem igen.
År 1799 giftes Alexandra bort av sin far med ärkehertig Josef Anton av Österrike, bror till kejsar Frans II, för att befästa en allians mellan Ryssland och Österrike. Alexandra var inte omtyckt vid det österrikiska hovet, delvis på grund av sin religion som ortodox i katolsk omgivning, delvis genom ovänskapen med kejsarinnan Maria Teresa.
Josef var guvernör över Ungern, då en österrikisk provins, och paret bodde mestadels på slottet i Alcsút i Ungern. Hon dog i barnsäng efter att ha fött en dotter som också dog.